# 聖母橋
聖母橋（法語：Pont Notre-Dame）是位於法國巴黎塞納河上的一座橋樑。聖母橋所在地點曾架設過巴黎的第一座橋樑。巴黎的第一座以聖母橋命名的橋樑修建於1443年，但在1499年崩塌。之後聖母橋在1507年重建。現在的聖母橋重建於1914年。

## 外部連結
- （法文） Insecula Archive.today的存檔，存档日期2013-01-03 Database entry for Pont Notre-Dame.